# Eublepharis angramainyu
Eublepharis angramainyu är en ödleart som beskrevs av Anderson och Leviton 1966. Eublepharis angramainyu ingår i släktet Eublepharis och familjen ögonlocksgeckoödlor. IUCN kategoriserar arten globalt som otillräckligt studerad. Inga underarter finns listade i Catalogue of Life.
Arten förekommer i Turkiet, Syrien, Irak och Iran.